# Николаус фон Юкскюл Гиленбанд
Николаус фон Юкскюл Гиленбанд (на немски: Nikolaus von Üxküll-Gyllenband) е германски бизнесмен, участвал в опита за убийство на фюрера Адолф Хитлер от 20 юли 1944 г.

## Биография
Роден е в Кьосег, Австро-Унгария и се присъединява към австро-унгарската армия преди Първата световна война. След войната работи като бизнесмен в Германия. Той е чичо на Клаус фон Щауфенберг. През есента на 1939 г. той и Фриц-Дитлоф фон дер Шуленбург се свързват с Щауфенберг и се опитват да го спечелят на своя страна за държавен преврат срещу Хитлер.
При планирането на заговора от 20 юли, Гилебанд трябва да стане служител за връзка във военния район на Бохемия и Моравия. След като планът не успява, е арестуван от Гестапо на 23 юли 1944 г. Пратен е в нацистките концентрационни лагери като причина за участието му в заговора. Той е осъден на смърт от Народна съдебна палата на 14 септември 1944 г. и екзекутиран същия ден в затвора Пльоцензе.